# Begoña Alday Sáenz
Begoña Pilar Alday Sáenz  (Vitoria, 31 de julio de 1996) es una ingeniera náutica y capitana de la marina mercante, primera persona española en completar la carrera Classic 6633 Arctic Ultra.
Es CEO de Ironhuman Project S.L

## Biografía
Nació en Vitoria en 1996. Entre los 14 y 17 años jugó al fútbol en el Club Deportivo Aurrera Vitoria B.A los 18 años empezó su carrera militar en el ejército. A los 21 años comenzó a estudiar Ingeniería de Organización Industrial en la Academia General Militar en el ejército, e Ingeniería Náutica y Transporte Marítimo junto Másteres en Náutica y Transporte Marítimo. Su trabajo de fin de grado, en 2021, fue "Respuesta de la Marina Mercante ante la crisis del coronavirus COVID-19: experiencia personal abordo". Pasó el confinamiento en el Caribe. Realizó prácticas durante seis meses en un petrolero siendo la única mujer.

### Trayectoria profesional
A los 23 y 24 años, fue participante de la decimoséptima edición de "El Conquistador del Caribe", un reality show de EITB. En 2023 uno de sus proyectos fue "Educación y Libertad. Un futuro para las chicas de Pakistán". En 2023 con 27 años, pasó cuatro meses en la Antártida trabajando como capitana de un velero, y también volvió en 2024. Ha trabajado en gaseros, petroleros, o en un yate privado en Dubai. Su trabajo se centra principalmente en proyectos de navegación a vela relacionados con la conservación y el medio ambiente.
En 2025, ha participado en la carrera Classic 6633 Arctic Ultra de Canadá. En esta competición de la versión de 195 km, fue la primera española en completarla. Se está entrenando para participar, en el próximo triatlón de "Ironman" en la Antártida, con el proyecto llamado "Ironhuman".
En 2025, su documental "Ironhuman", realizado junto con Beyond Labels y producido por Iron Human Project, fue seleccionado en El Foro Industria Madrid 2025. Participa en jornadas de divulgación para mostrar mujeres referentes en ámbitos diversos a jóvenes.